# 2004 en Afrique
Liste d'évènements de l'année 2004 en Afrique, sauf dans les pays ayant leur propre article.

## Maroc
- 24 février 2004 : un tremblement de terre au Maroc (région de Al Hoceima) de 6,5 sur l'échelle de Richter fait plus de 500 morts